# Tân An
Tân An – miasto w Wietnamie, stolica prowincji Long An. W 2008 roku ludność miasta wynosiła 66 358 mieszkańców.